# 8871 Svanberg
A 8871 Svanberg (ideiglenes jelöléssel 1992 EA22) a Naprendszer kisbolygóövében található aszteroida. Az UESAC program keretében fedezték fel 1992. március 1-jén.